# Calamus acuminatus
Calamus acuminatus är en enhjärtbladig växtart som beskrevs av Odoardo Beccari. Calamus acuminatus ingår i släktet Calamus och familjen Arecaceae. Inga underarter finns listade i Catalogue of Life.